# Національна ідея
Націона́льна іде́я — акумулятор прогресивних національних програм, політичних ідей, гасел, цінностей, рушій національного прогресу, основа національно-визвольних рухів, національної самосуверенізації. Національна ідея становить платформу національної ідеології, визначає теоретичні засади національної свідомості.
Поряд з національною ідеєю розрізняють також термін «ідея нації», що вбирає в себе яскравий образ перспективного майбутнього нації, що, як правило міститься поза межами одного покоління і силою своєї притягальності та емоційного забарвлення пориває його та наступні покоління до осягнення поставленої цілі.

## Окремі визначення
|                               | Ми говоримо про національну ідею, коли який-небудь народ помічає свою єдність, свій внутрішній зв’язок, свій історичний характер, свої традиції, своє становлення і розвиток, свою долю і призначення, робить їх предметом своєї свідомості, мотивуванням своєї волі |
| — Бубер М. Народ и его земля, | |